# Quién mató a mi padre
Quien mató a mi padre (francés: Qui a tué mon père) es la tercera novela del escritor francés Édouard Louis publicada en mayo de 2018. Con técnicas narrativas similares a sus novelas anteriores Para acabar con Eddy Bellegueule (2014) e Historia de la violencia (2016), como el carácter autobiográfico, la narración en primera persona o el tono ensayístico, la trama es una denuncia social sobre las desigualdades sociales de la Francia contemporánea.

## Argumento
El libro narra, de forma no cronológica, distintas anécdotas vividas por autor junto a su padre en el seno de una familia obrera en un pueblo de Picardía. Louis describe diferentes facetas de este último, a veces contradictorias entre sí, oscilando en el recuerdo las escenas de amor con las de violencia. 
Con una historia personal en la que algunos temas han sido recurrentes en su familia, como la vergüenza, la pobreza, la incultura o la homofobia, el narrador se ve impelido a volver al domicilio paterno ante el deterioro de la salud de su padre. De este modo el autor denuncia que la falta de justicia y las políticas implementadas a lo largo de las últimas décadas en su país han impactado negativamente en la vida de los más desfavorecidos. El ejemplo es el deterioro del cuerpo de su padre, que está experimentando una dura vejez, consecuencia de una vida laboral en trabajos físicamente duros, mal remunerados y mal considerados socialmente. De este modo concluye que hay una falta de responsabilidad en los políticos por adoptar reformas económicas y sociales que han impactado negativamente en los más humildes. Específicamente nombra las presidencias de los gobiernos de Francia de Jacques Chirac, Nicolas Sarkozy, François Hollande o Emmanuel Macron, con la intención de «hacer que sus nombres pasen a la historia por venganza».

## Recepción
La novela ha sido bien acogida en general por la crítica, ha sido traducida a varios idiomas y representada como obra teatral.
Fabienne Pascaud en Télérama la calificó como «una oda conmovedora que todavía nos abruma». Perre Vavasseur para Le Parisien calificó el libro de «rabioso y conmovedor». La crítica de Éric Libiot en L'Express valoró que es «inmediatamente conmovedor», que Édouard Louis «escribe bien» pero lamenta que la historia sea «delgada, incluso escasa» ya que sólo cuenta con 85 páginas. Frédéric Beigbeder para Le Figaro indicó que la obra sería «Germinal reescrito por Calimero» burlándose del cambio de tono de Édouard Louis respecto a la figura de su padre quien fuera muy negativamente retratado en su primera novela Para acabar con Eddy Bellegueule (2014).
Bruno Roger-Petit, en el diario L'Opinion, afirmó que la novela fue recibida de forma positiva por los asesores del Elíseo, calificando el diagnóstico realizado por Édouard Louis de «muy macroniano» (próximo a los postulados de Emmanuel Macron) lo cual irritó al autor que respondió que escribe «para avergonzar al presidente» y «para dar armas a quien luchan contra él». 

"Hoy en Francia tenemos un Gobierno de derechas, autoritario, muy violento, que se manifiesta por una violencia policial muy grande. La vimos en las manifestaciones de los últimos meses, con manos arrancadas, gente que quedó tuerta. Paralelamente hay una gran violencia contra las clases populares. Retirar las ayudas sociales a los más pobres y al mismo tiempo reducir los impuestos para los más ricos es una verdadera política de derecha autoritaria. Ha habido muchas intervenciones de Macron y de su Gobierno hablando de los vagos, los pobres que no quieren trabajar. Lo que he querido mostrar en el libro es que esa historia política es parte de la historia íntima de mi padre, que una decisión de Macron es tan íntima como la relación con su hijo."
Édouard Louis (Diario La Vanguardia, 2019) 